# Похождения Насреддина
«Похождения Насреддина» (узб. Nasriddinning sarguzashtlari) — приключенческий художественный фильм производства Ташкентской киностудии (ныне «Узбекфильм») о приключении Ходжи Насреддина, снятый в 1946 году. Сценарий был написан Леонидом Соловьёвым при участии В. Витковича в 1944 и в нём содержалась основная канва будущего «Очарованного принца» — романа, написанного Соловьёвым позднее.

## Сюжет
Играя в кости в чайхане с Безбородым, Насреддин «с помощью» хвоста своего ишака подчистую обыгрывает противника. После чего тот ставит на кон себя, мол, будет работать на Ходжу бесплатно, если победит — заберёт обратно весь выигрыш назад. Ходжа соглашается на это, но с условием, что Безбородый будет работать не на него, а на его ишака. Волею случая Насреддин выкидывает две шестёрки, и Безбородый под смех завсегдатаев чайханы принимается вычищать репейник из хвоста ишака Ходжи.
Когда они дальше отправляются в путь, выясняется, что Безбородый — вор, достигший вершины в своём искусстве. Он украл новый кумган у чайханщика, и тот со своими друзьями нагнал их обоих и стал избивать (как потом оказалось, в пылу драки бьющие не заметили, что Ходжа отошёл в сторонку, и от них досталось вору и самому чайханщику). В конце концов Насреддин выплачивает ему «моральный ущерб» за эти несчастные происшествия, но вору указывает на все четыре стороны. Тот умоляет его не бросать и рассказывает, что ворует он из-за приступов боли, которые утихают после акта воровства. Насреддин как раз-таки умеет излечивать подобные «недуги» и становится «врачевателем» не только Безбородого, но также «полечит» и жадного менялу, прелюбодея-вельможу, а также злого владельца горного озера Агабека.

## Съёмки
Фильм снят на узбекском языке, его дубляж на русский был осуществлён киностудией «Союздетфильм». Режиссёр дубляжа — И. Щипанов, звукооператор — В. Дмитриев, директор — Л. Волынская.

### Исполнители ролей
- Насреддин — Раззак Хамраев (Л. Свердлин)
- Безбородый [вор] — Рахим Пирмухамедов (С. Каюков)
- Агабек — Абид Джилилов (Б. Оленин)
- Зульфи — Юлдуз Ризаева (Т. Карпова)
- Саид — Кабил Халиков (В. Балашёв)
- Арзибиби — Хайри Ганиева (И. Чувелёва)
- Меняла — Сейфи Аимов (Г. Шпигель)
- Вельможа — Саат Талипов (Р. Плятт).

### Создатели фильма
- Авторы сценария — Виктор Виткович, Леонид Соловьёв
- Режиссёр-постановщик — Наби Ганиев
- Оператор-постановщик — Даниил Демуцкий
- Оператор — Михаил Каснянский
- Композитор — Алексей Козловский
- Художник — Варшам Еремян
- Звукорежиссёр — Карим Бурибаев
- Монтаж — Раиса Шор
- Директор — Михаил Ишевский